# Мельники (Ивано-Франковская область)
Мельники (укр. Мельники) — село в Тлумачской городской общине Ивано-Франковского района Ивано-Франковской области Украины.
Население по переписи 2001 года составляло 273 человека. Занимает площадь 4,848 км². Почтовый индекс — 78043. Телефонный код — 03479.

## Топография
Село находится в 4 км. от города районного значения Тлумач и в 31 км. от Ивано-Франковска.
В селе есть несколько улиц среди них  Руда (запад села), Северная Гора (север), Южная Гора (юг), Селятин (юго-запад), Став (рус. Пруд) на западе села. 

## История

### Речь Посполитая
На Мельниках в период Первой Речи Посполитой находилось посиления возле млина. Об этом можно судить из старинных польских описаний местности.

### Австро-Венгерская оккупация
Первое упоминание 1881 г. в словаре географическом Королевства Польского и других славянских земельПри этом упоминается как посиления где живут работники мельницы. 
На территории села в 19-м веке находилось два фольварка. Первый Степана Букоемского из Коломыи на востоке он был почти полностью выкуплен местными жителями еще в австрийское время, а второй Ерембродов из Букачовцов.После первой мировой войны земля выкуплена жителями сел Грушка и Грабычанка, а также Тлумача. Административно входило в поветовый центр Тлумачь. 

### Польская Республика
В период Польши село находилось в административных границах села Грушка и считалось хутором. До 1934 года входило в гмину Грушка. Официально входило в гмину Хотимир с 1934 по 1939 г. В этот период проживало около 50-ти дворов. Построена часовня Святого Николая село находилось под опекой священника о. Дмитрия Лысого.

### Немецкая оккупация
В период с 1941 по 1944 год село было в немецкой оккупации. Известно как минимум о случаи одного убийства местной девушки.  

### Советское время
В советский период выделилось в отдельное село. В советское время построен колхоз (два помещения для скота, три помещения для корма, колодец, водонапорная башня), медпункт, библиотека, магазин 
В юг от центра добывали торф. Позже на этом месте выкопан ставок и построена дамба. 
В доме диакона Михаила Шкромиды (1914-1998) проводились агапа и Богослужения униатскими священниками среди них будущие епископы Павел (Василик), Василий (Семенюк)Также в селе проводили религиозную деятельность о. Зеновий Киселевский (до 1955) и редемпторист о. Николая ВолосянкоДочь Михаила Мария (1934-2007) помогала прятать священников, проводила катехизацию детей и распространяла церковную литературу.

### Во время Украины
В 1990-е закрылась местная библиотека. Также во второй половине 1990-х проведен демонтаж местного колхоза в том числе двух помещений для содержания скота, двух помещений для содержания кормов, водонапорной башни.
До 2006 г. местный священник о. Дмитрий Недильчак отправлял Богослужения в униатской часовни святого Николая. В 2006 году в помещению местного магазина открыта церковь УАПЦ, приходским священником Дмитрием Недильчаком. После его смерти парафию возглавил о. Игорь Слободян.
В 2006 году в селе появилась немецкая аграрная компания.В селе на месте заготовки торфа в советское время сделали ставок. На этом ставке компания "Прикарпатьеоблэнерго" проводила ежегодный турнир "Золотая удочка"в 2012и 2013 годах.
В 2022 году на границе сел Мельники и Грушка упал МиГ-29 ВВС Украины

#### Экологические проблемы
В 2016-м году чрезвычайная комиссия по экологии Тлумацкой районной государственной администрации признала рыбохозяйственное предприятие в селе виновным в экологическом бедствии в Тлумацком районе, а также в обмелении реки Толмачик. Голова комиссии Дмитрий Романишин зафиксировал постройку искусственной дамбы и дноуглубления из-за чего возникли экологические проблемы в регионе.По состоянию на 2021 г. ситуация сложная речка Толмачик остается на грани исчезновения.

## Население
| Год  | Насиление | Источник |
| ---- | --------- | -------- |
| 1938 | 50 домов  | [ 1 ]    |
| 2001 | 273       |          |
| 2016 | 157       | [ 18 ]   |

## Религия
В польские времена на территории села было построено: одна большая часовня и одна малая на северо-западе села. Обслуживать приход приходилось священникам села Грушка: Александр Кадайский, Дмитрий Лысый, Дмитрий Урбанович (убит оуновцами), Игорь Плетенчук, Михаил Халабарчук и Тарас Гошулей. В период 1990-х на месте маленькой часовни установлен Крест.

### Православие
В 2006 году в селе открыт приход УАПЦ: священники Дмитрий Недильчак (1960-2013), а после его кончины Игорь Слободян.
На сегодня в селе 51 жилой дом, среди них 5 семей принадлежат УГКЦ другие к ПЦУ.

## Памятки

### Утрачены
- Часовня

### Действующие
- Церковь Святого Николая от 2012 г.
- Часовня Святого Николая (УГКЦ, УАПЦ, ПЦУ)
- Статуя Пресвятой Богородицы (УАПЦ, ПЦУ)

## Известные люди

### Родились
- Калынюк Михаил Васильевич — кандидат физико-математических наук, заслужен ученый Украины

### Находились
- Павел (Василик) — епископ УГКЦ посещал село во время пастырского служения
- Василий (Семенюк) — епископ УГКЦ посещал село во время пастырского служения